# Замок Вайдагуняд
Замок Вайдагуняд — замок в будапештському парку Варошлигет. Замок зводився в 1896 — 1908 роках за проєктом архітектора Ігнаца Альпарі.

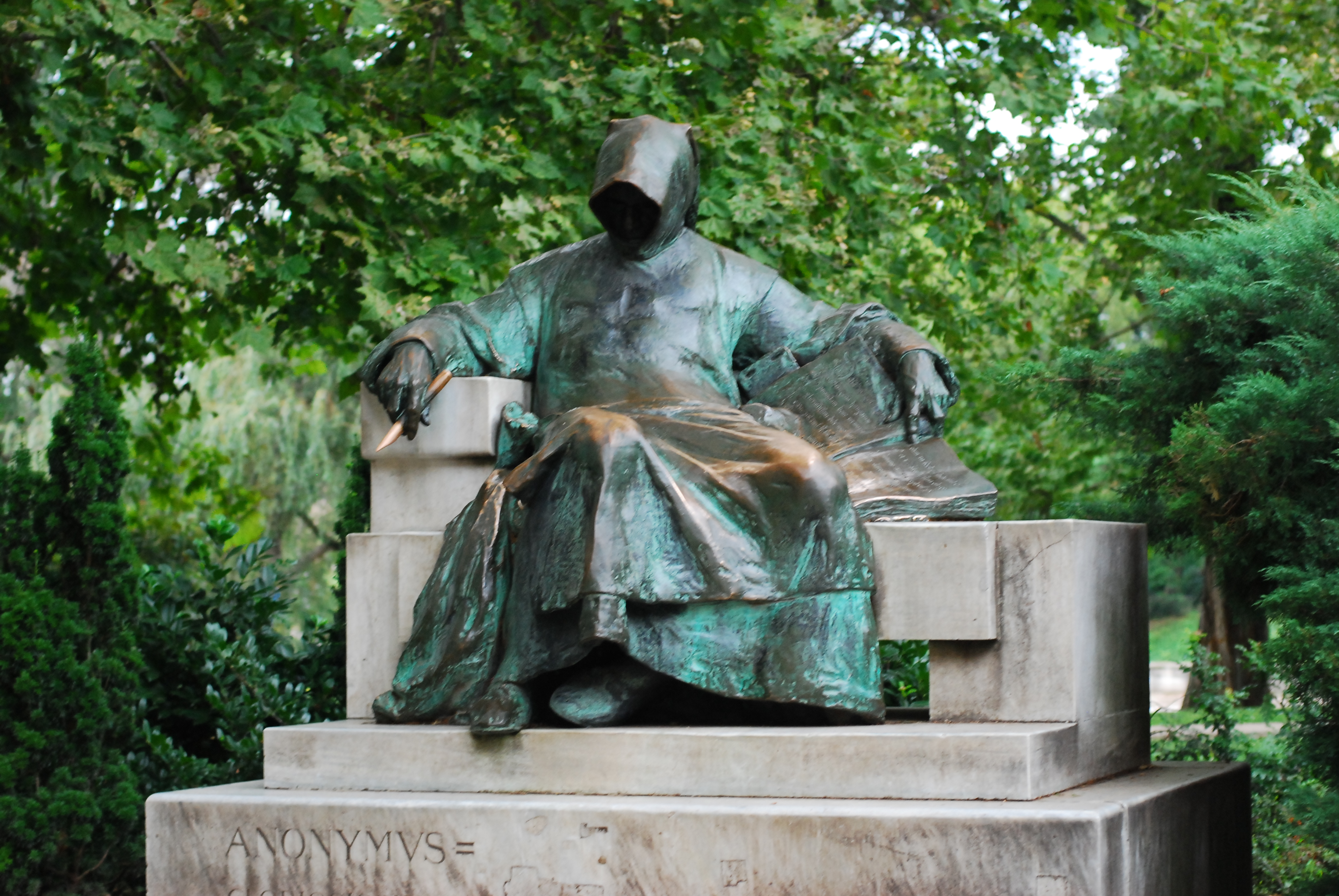
Пам'ятник автору хроніки Gesta Hungarorum

У 1896 році в ході підготовки до святкування 1000-річчя здобуття угорцями батьківщини в парку Варошлигет за проєктом відомого архітектора Ігнаца Альпарі був побудований «Історичний павільйон». Павільйон був зроблений з дерева, фанери та пап'є-маше і був еклектичною сумішшю романського стилю, готики, ренесансу і бароко.
У свій проєкт замку Альпарі включив елементи 21 знаменитих споруд Угорщини, в тому числі замку Вайдагуняд (замку Корвін), фортеці Шегешварі, вежі брашовському фортеці Каталіна , церкви в Яку і цілого ряду інших храмів, веж і замків. Оскільки елементи споруди, що копіюють архітектуру замку Вайдагуняд, родового гнізда роду Гуньяди в Трансільванії, були найбільш помітні, «Історичний павільйон» стали також іменувати Вайдахуняд.
Після закінчення урочистостей павільйон був розібраний, однак він настільки полюбився будапештцівцями, що було вирішено звести його на тому ж місці в камені. Будівництво завершилося в 1908 році.
У дворі замку знаходиться статуя Аноніма, невідомого автора хроніки Gesta Hungarorum. Також поряд із замком встановлено пам'ятник архітектору замку Ігнацу Альпарі.
Нині в замку Вайдагуняд розташовується Сільськогосподарський музей.

## Див. також

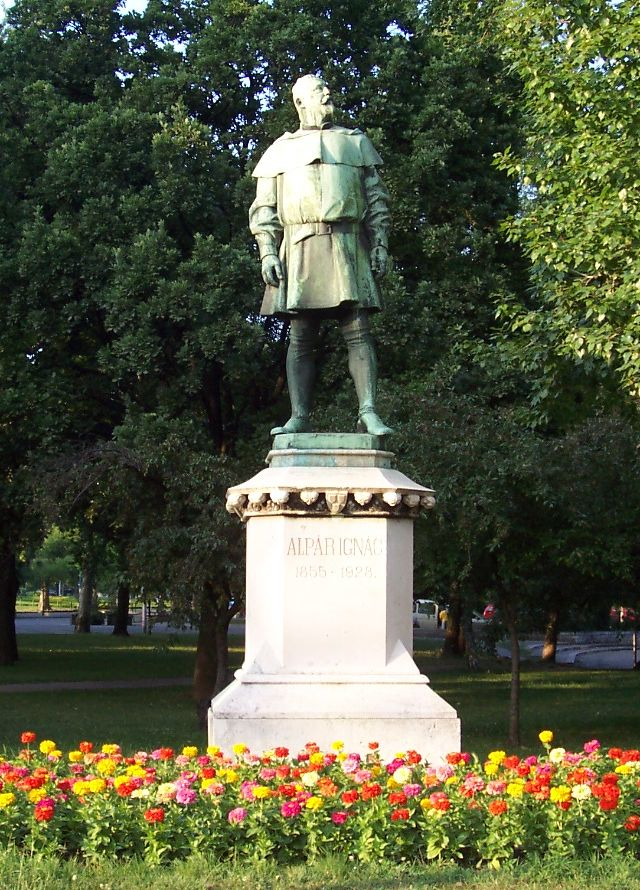
Пам'ятник Ігнацу Альпарі